# Игнатий Касандрийски
Игнатий (на средногръцки: Ἰγνάτιος, Игнатиос) е гръцки духовник, епископ на Константинополската патриаршия от IX век. Игнатий е вторият известен епископ на Касандрийската епархия. Споменат е като участник в събора от 879 - 880 г. на патриарх Фотий I Константинополски в константинополската катедрала „Света София“, на който е утвърдено преизбирането му за патриарх и имплицитно е отхвърлена добавката филиокве към Символа на вярата.